# Sophie Adenot
Sophie Marie Laurence Adenot (* 5. Juli 1982) ist eine französische Ingenieurin, Pilotin und Astronautin. Sie ist Oberstleutnant der französischen Luftstreitkräfte und die erste Hubschrauber-Testpilotin Frankreichs.

## Ausbildung und Jugend
Sophie Adenot wurde im Burgund geboren und wuchs in Imphy und Corbigny auf. Sie ist die Ur-Enkelin des Ingenieurs Jacques Adenot.
Sophie Adenot studierte von 2001 bis 2003 Ingenieurwissenschaften an der École nationale supérieure de l’aéronautique et de l’espace und erhielt ihr Diplom 2004. Sie spezialisierte sich dabei auf die Untersuchung von Flugverhalten von Flug- und Raumfahrzeugen. Daraufhin absolvierte sie einen Masterstudiengang am Massachusetts Institute of Technology (MIT). Ihre Master's Thesis befasste sich mit der Anpassung des Gleichgewichtssinns an künstliche Schwerkraft, mit dem Ziel ein Zentrifugentraining für Astronauten zu entwickeln.
Adenot arbeitete nach Abschluss ihres Studiums bei Airbus Helicopters in Marignane an Hubschrauber-Cockpits.

## Militärische Laufbahn als Pilotin
Im Oktober 2005 wurde Adenot als Offiziersanwärterin an der École de l’air aufgenommen. Sie erhielt eine militärische Grundausbildung und ein Flugtraining als Hubschrauber-Pilotin. Zwischen 2008 und 2012 war sie als Pilotin für Rettungseinsätze auf dem Militärflugplatz Cazaux stationiert.
Sie flog als Teil des Helikopter-Geschwaders EH (escadron d’hélicoptères) 1/67 Pyrénées Hubschrauber vom Typ Caracal. Das Geschwader war in dieser Zeit in Afghanistan bei militärischen Rettungsmissionen eingesetzt und an der Opération Harmattan in Libyen beteiligt.
Am 1. August 2006 wurde sie in den Rang eines Leutnants, am 1. August 2009 in den Rang eines Hauptmanns, am 1. Dezember 2014 in den Rang eines Majors und am 19. Dezember 2019 in den Rang eines Oberstleutnants befördert.
Im Jahr 2018 wurde sie als erste Frau Testpilot für experimentelle Hubschrauber in Frankreich.

## Europäisches Astronautenkorps
Sophie Adenot wurde am 23. November 2022 vom Ministerrat der Europäischen Weltraumorganisation (ESA) als Mitglied der neuen Auswahl des Europäischen Astronautenkorps vorgestellt. Im April 2024 schloss sie ihre Ausbildung als eine von fünf neuen ESA-Berufsastronauten (Career Astronauts) ab. Sie soll im Jahr 2026 zur Internationalen Raumstation (ISS) aufbrechen.

## Ehrenämter
Als Schirmherrin des Ose-Programms, des Sozialprogramms von ISAE-Supaero, trifft sie sich mit Schülern aus verschiedenen ländlichen und benachteiligten Gebieten, um ihnen von ihrem Berufsweg zu erzählen und sie zu ermutigen, Ingenieure zu werden.

## Auszeichnungen
Am 22. April 2022 wurde Adenot mit dem französischen Verdienstorden im Rang Chevalier (Ritter) ausgezeichnet.

## Veröffentlichungen
- Artificial gravity: changing the intensity of coriolis cross-coupled stimulus with head-angle. MIT Publishing, 2004, OCLC 60458790.
- Mars, un nouvel espace pour l’homme. Vortrag am Symposium des Collège de France unter der Leitung von Alain Berthoz und Roland Recht. In: Augustin Berque, Alain Berthoz (Hrsg.): Les espaces de l’homme. [3e] Symposium annuel (= Collège de France [Hrsg.]: Collection du Collège de France). Éditions Odile Jacob, 2005, ISBN 2-7381-1583-7, ISSN 1265-9835 (französisch, Vorschau in der Google-Buchsuche – mit Laurence Young).